# Tự Đức
Tự Đức (嗣德) (22 september 1829 – 19 juli 1883 (Volledige naam: Nguyen Phuoc Thi, Nguyen Phuoc is de familienaam) was de opvolger van keizer Thieu Tri en de 4e keizer van de Nguyen-dynastie. Hij regeerde van 10 november 1847 tot 19 juli 1883 (de regeerperiode hoeft niet overeen te komen met de periode waarin de regeernaam gold). Hij was een heerser met een extreme xenofobie, dit gaf de Fransen de aanleiding om Vietnam binnen te vallen en te veroveren in de Frans-Spaanse veldtocht in Cochin-China. Zijn heerschappij was de laatste van een onafhankelijk Vietnamees keizerrijk.
Zijn regeertitel (nien hieu) was Tu Duc van 5 februari 1848 tot 27 januari 1884. Zijn tempelnaam (mieu hieu) was Duc Tong en zijn naam na overlijden (dang ton hieu) Anh Hoang De.
Tu Ducs voorganger was Thieu Tri en zijn opvolger Duc Duc.